# Ericus Laurentii Norenius
Ericus Norenius, född 1635, död 1696. Lärare och präst i Hedemora, Dalarna. Kyrkoherde i Garpenberg 1696. Översättare av tyska psalmer.  Han finns representerat i både 1819 års och Den svenska psalmboken 1986 med översättningen av två verk (nr 138 och 441).

## Psalmer
- Jesus, du mitt liv, min hälsa (1986 nr 138) översatt 1675. Finns på Wikisource.
- Jesus, djupa såren dina (1986 nr 441) översatt 1675. Finns på Wikisource.